# Universitatea Liberă din Berlin
Universitatea Liberă din Berlin (în germană Freie Universität Berlin, abreviată adesea FU Berlin sau pur și simplu FU) este o universitate de cercetare situată în Berlin, Germania. Ea este una dintre cele mai cunoscute universități ale Germaniei, fiind cunoscută pentru cercetările sale în științele umaniste și sociale, precum și în domeniul științelor naturale.
Universitatea Liberă a fost fondată în Berlinul de Vest în 1948, cu sprijin american, în perioada de început a Războiului Rece ca o continuare occidentală de facto a Universității Friedrich Wilhelm, care era situată în Berlinul de Est și se confrunta cu o puternică represiune comunistă; numele său se referă la statutul Berlinului de Vest ca parte a „lumii libere” occidentale în contrast cu lumea „neliberă” din zona sovietică, în general, și cu universitatea „lipsită de libertate” controlată de comuniști din Berlinul de Est, în special.
Universitatea Liberă din Berlin este una dintre cele unsprezece universități germane de elită incluse în Inițiativa de Excelență a Universităților Germane.

## Istoric
Universitatea Liberă din Berlin a fost înființată de către studenți și cercetători pe 4 decembrie 1948. Înființarea ei se datorează începerii Războiului Rece.
Universitatea din Berlin era situată în fostul sectorul sovietic al Berlinului și autoritățile de ocupație militară sovietică din Germania (SMAD) i-au acordat permisiunea de a continua activitatea educațională în ianuarie 1946. Universitățile de pe teritoriul controlat de sovietici erau tot mai afectate de creșterea propagandei comuniste și deveniseră terenul disputelor politice din perioada postbelică. Acest lucru a dus la proteste ale studenților față de sistemul educațional existent. Între 1945 și 1948, mai mult de 18 studenți au fost arestați sau persecutați, iar unii chiar executați de către poliția secretă sovietică (NKVD).

### Fondare (1948-2000)

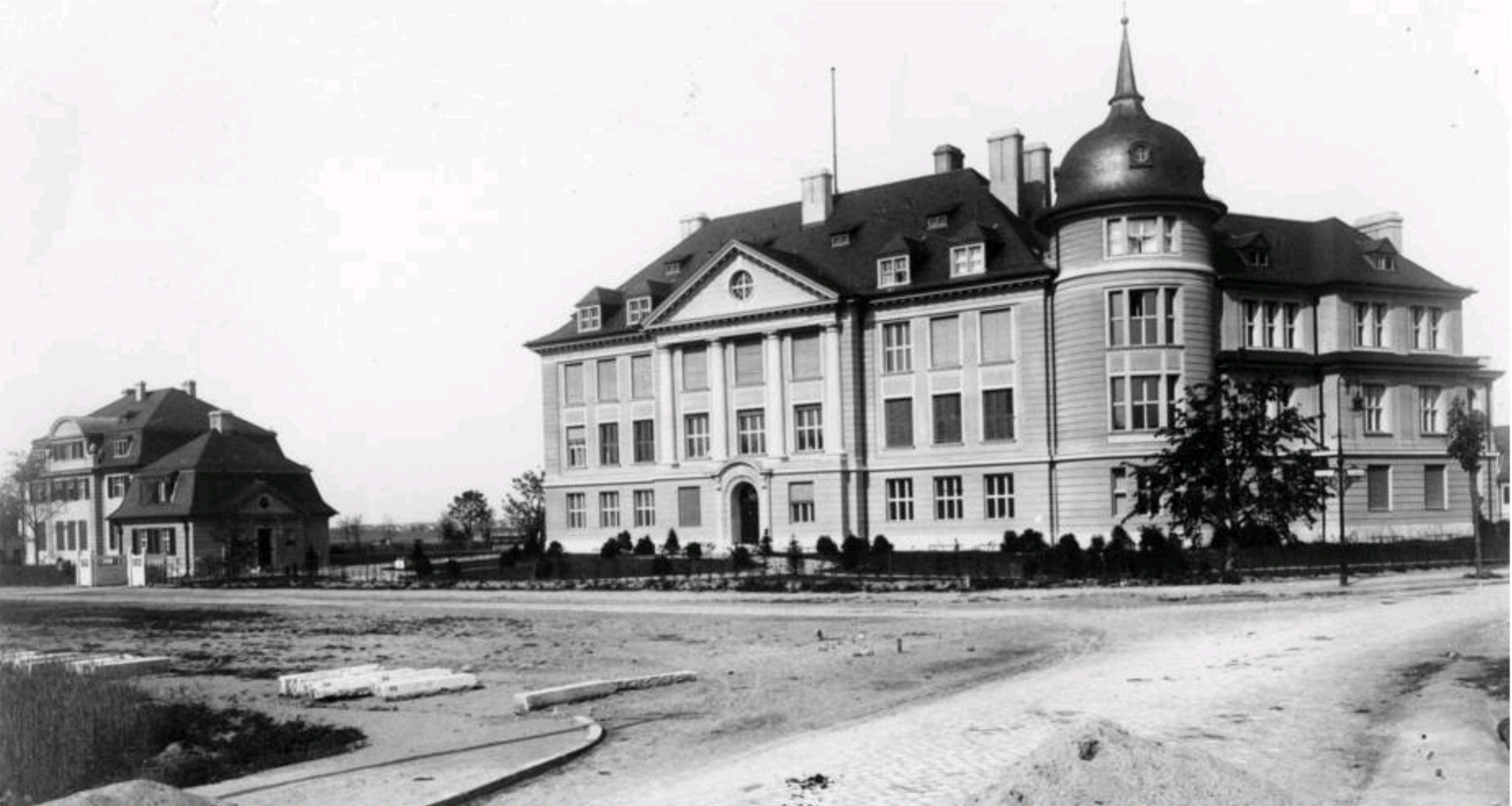
Institutul de Chimie Kaiser Wilhelm în 1911. Astăzi, clădirea Hahn-Meitner adăpostește Institutul de Biochimie, în care a fost realizată fisiunea nucleară.

La sfârșitul anului 1947, primii studenți au cerut o universitate liberă de orice influență politică. Punctul culminant al protestelor a fost atins pe 23 aprilie 1948: după ce trei studenți au fost exmatriculați din universitate, fără a fi judecați, aproximativ 2.000 de studenți au protestat la Hotel Esplanade. La sfârșitul lunii aprilie, guvernatorul din Armata Statelor Unite Lucius D. Clay a dispus cercetarea posibilității de a înființa o nouă universitate în sectorul vestic al Berlinului. Pe 19 iunie 1948 s-a întrunit „comitetul de inițiativă pentru înființarea unei universități libere” format din politicieni, profesori, membri ai personalului administrativ și studenți. Comitetul a elaborat un manifest intitulat „Cerere pentru înființarea unei universități libere la Berlin” și a făcut apel la sprijinul public.
Autoritățile municipale de la Berlin au decis înființarea unei universități libere și au solicitat deschiderea ei în semestrul de iarnă al anului universitar 1948/1949. Între timp, comitetul de studenți din Republica Democrată Germană a protestat împotriva înființării noii universități, iar RDG-ul a descris în documentele oficiale noua universitate ca „așa-numita universitate liberă” până la căderea Zidului Berlinului.

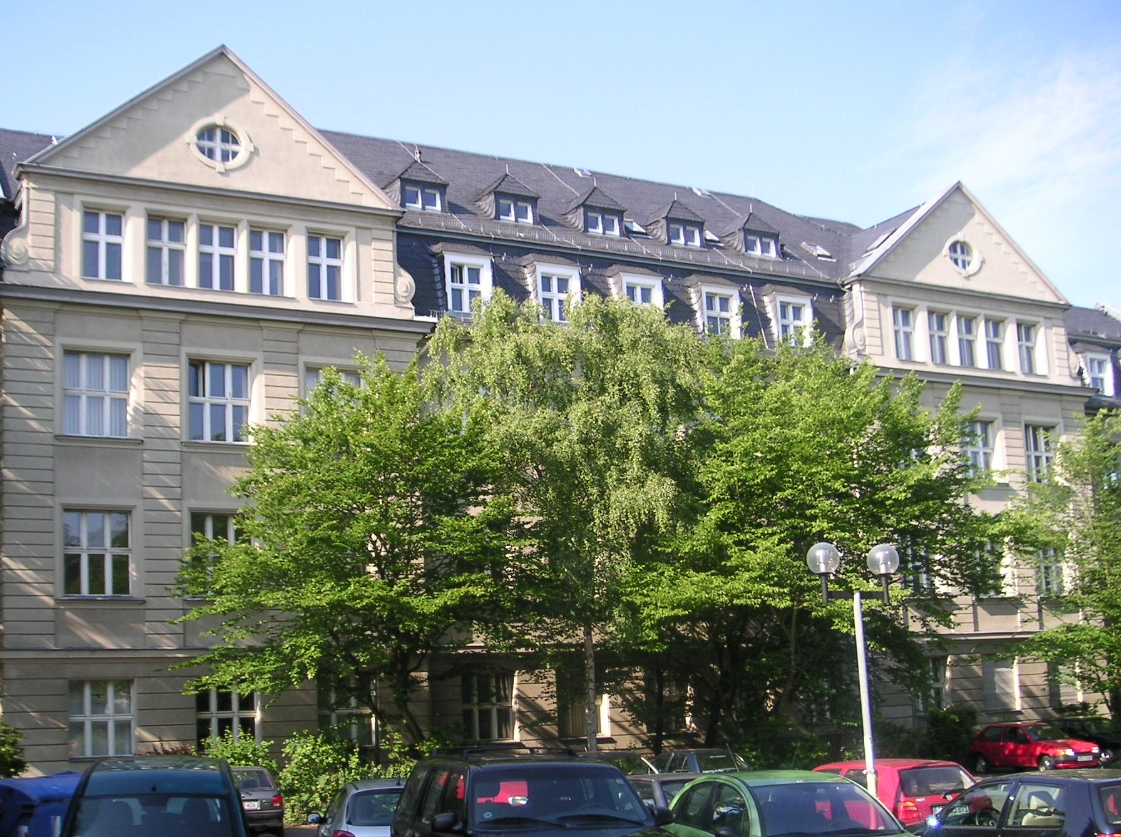
Fostul Institut de Biologie Kaiser Wilhelm. Astăzi, clădirea adăpostește Facultatea de Drept

În 1949, Universitatea Liberă avea 4.946 de studenți înmatriculați. Până la construirea Zidului Berlinului în 1961, mulți studenți au venit din sectorul sovietic, susținuți adesea prin programul „Währungsstipendium” al Senatului.

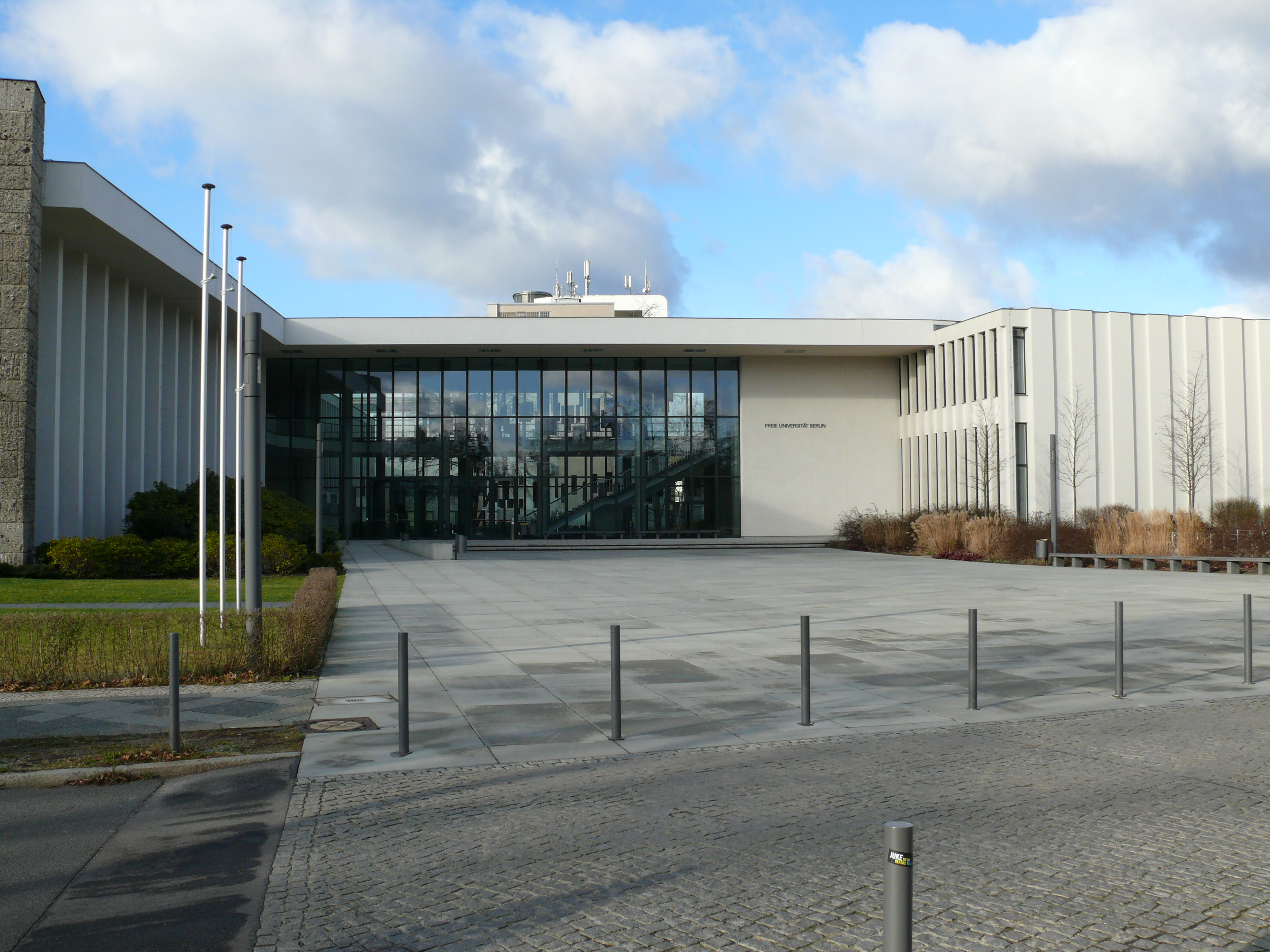
Clădirea „Henry Ford”

La sfârșitul anilor 1960, Universitatea Liberă din Berlin a fost una dintre principalele scene ale protestelor studențești din 1968 ca o reacție la protestele studențești de la nivel mondial din acea perioadă. După asasinarea studentului Benno Ohnesorg și atentatul la adresa lui Rudi Dutschke, protestele au escaladat rapid în violențe în toată Germania. Evenimentele din 1968 au oferit impulsul pentru o mai mare transparență, egalitate și democrație în societatea germană.
În cursul anilor 1970 și 1980, universitatea a devenit o "Massenuniversität" (universitate de masă) cu 50.298 de studenți înmatriculați în anul 1983. După reunificare, Universitatea Liberă din Berlin a fost a doua cea mai mare universitate din Germania (după Universitatea Ludwig Maximilian din Munchen) cu 62.072 de studenți în semestrul de iarnă al anului universitar 1991/1992. La scurt timp după aceea, senatul de la Berlin a decis să reducă drastic locurile până în 2003, iar numărul studenților s-a redus la 43.885 în semestrul de iarnă al anului universitar 2002/2003.
Începând cu anul 2000, Universitatea Liberă din Berlin a trecut printr-o perioadă de restructurare. Activitățile de cercetare ale Universității au crescut semnificativ, ceea ce s-a reflectat în creșterea numărului de absolvenți, doctoranzi și publicații.

### Anii recenți (2000-prezent)

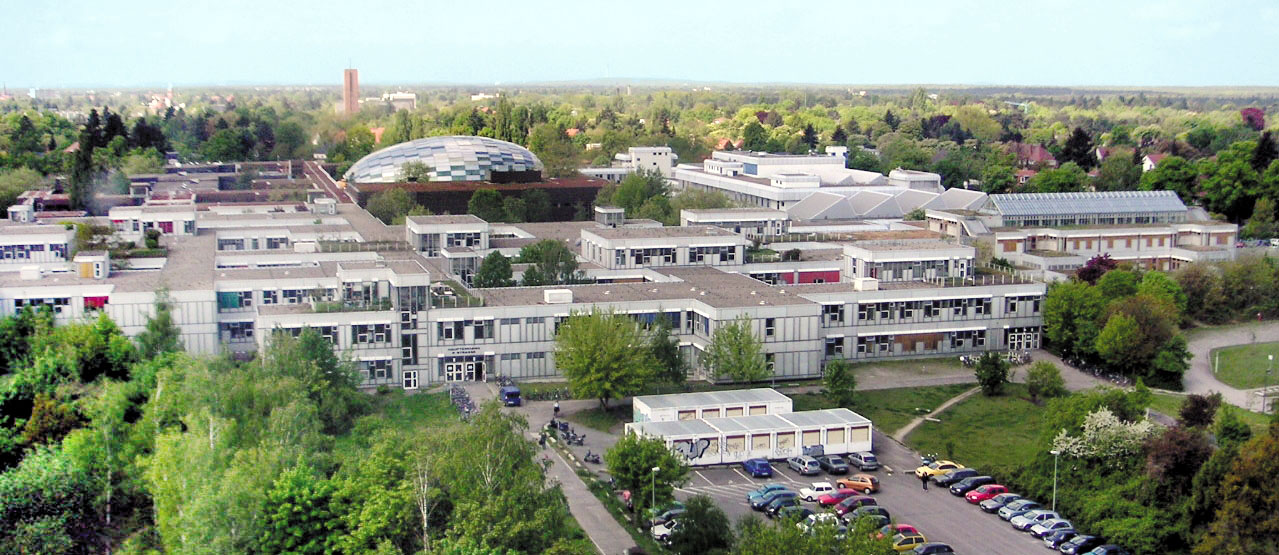
Campusul principal din Dahlem

Începând din 2003, FU Berlin și-a regrupat capacitățile de cercetare în centre de cercetare interdisciplinară numite clustere.
Din cauza reducerilor financiare și ale restructurării școlilor medicale în același an, instituțiile medicale ale Universității Libere din Berlin și ale Universității Humboldt au fuzionat pentru a crea o instituție comună, Charité – Universitätsmedizin Berlin.

## Persoane notabile
Printre absolvenții Universității Libere din Berlin se numără mulți oameni de știință, filosofi și politicieni, printre care cinci câștigători ai Premiului Nobel și 15 laureați ai Premiului Leibniz.